# Heinz-Peter Überjahn
Heinz-Peter Überjahn (* 13. November 1948 in Velbert) ist ein deutscher Fußballtrainer.
Überjahn war zunächst Fußballlehrer der Bundeswehr in der Sportförderkompanie in Essen-Kupferdreh. Bereits 1980 trainierte er vier Wochen lang die Nationalmannschaft des Niger in Vorbereitung auf ein WM-Qualifikationsspiel gegen die algerische Auswahl. 1981 übernahm er für fünf Jahre die Leitung der nigrischen und von 1986 die der burkinischen Nationalmannschaft. Von 1992 bis 2004 war er Nationaltrainer in Namibia, konnte die Position der Mannschaft in der FIFA-Weltrangliste um 98 Plätze verbessern und die Qualifikation zur Afrikameisterschaft 1998 erreichen. Insgesamt war er in seiner Karriere verantwortlicher Trainer bei 236 Länderspielen in 36 afrikanischen Ländern. Heute arbeitet Überjahn in Deutschland und leitet Seminare für ausländische Trainer. Seit Oktober 2009 wohnt Überjahn in Wamel am Möhnesee.